# Stockholm Vineyard
Stockholm Vineyard är en fristående, kristen församling i Stockholm som är knuten till Vineyard-rörelsen. Det är den största Vineyard-församlingen i Sverige med cirka 150 medlemmar 2014. Nuvarande pastor(er) är Mattias och Stephanie Néve (som tillträdde i januari 2019 efter Andreaz Hedén.)

## Historia
Församlingen grundades 1992 av Hans Sundberg, Hans Johansson och Ted Jeans under namnet Alviks Strands Kristna Gemenskap, innan den 1993 fick officiellt erkännande som Vineyard-församling av John Wimber och bytte namn till Stockholm Vineyard.
Vid starten bestod församlingen av 50 vuxna medlemmar. 1993 och 1994 växte församlingen kraftigt och man blev av utrymmesskäl tvungna att lämna lokalen i Alviks strand. År 1995 började man ha gudstjänster i en gammal bilhall i Solna. Där hade man under flera år tre möten varje helg med tusentals besökare.
Församlingen blev i många sammanhang omskriven på grund av manifestationerna som präglade gudstjänsterna.
Idag (2024) har församlingen sin samlingslokal precis söder om Sollentuna Centrum.